# Hellmuth Eisenstuck
Hellmuth Ernst Eisenstuck (ur. 27 czerwca 1892 w Hamburgu, zm. 1 maja 1959 w Heilbronn) – niemiecki oficer Wehrmachtu w czasie II wojny światowej w randze generalmajora, od 1 października 1944 komendant Warszawy.

## Życiorys
Do Armii Cesarstwa Niemieckiego wstąpił w 1912, jako oficer brał udział w I wojnie światowej. W okresie międzywojennym pozostał w Reichswehrze, w sierpniu 1939 został dowódcą nowo sformowanego 462 Pułku Piechoty Wehrmachtu. Uczestniczył w kampanii francuskiej, od 10 września 1942 był dowódcą 381 Dywizji Szkolnej. W dniu 1 października 1944 mianowany został komendantem Warszawy. 1 stycznia 1945 przeniesiony do sztabu budowlanego 1 Armii Pancernej. Z chwilą zakończenia wojny trafił do sowieckiej niewoli, potem przekazany Polsce. Przebywał m.in. w obozie pracy karnej Sikawa w Łodzi. 11 maja 1950 został zwolniony z niewoli, wrócił do Republiki Federalnej Niemiec, gdzie zmarł w 1959.

## Literatura
- Anatolij Czajkowski: Niewola za obce i swoje grzechy, Oficyna Wydawnicza „Rytm” Sp. z o.o., Warszawa 2003.